# Träsksparv
Träsksparv (Melospiza georgiana) är en nordamerikansk fågel i familjen amerikanska sparvar inom ordningen tättingar.

## Kännetecken

### Utseende
Träsksparven är en medelstor (12–15) amerikansk sparv. Med sin kompakta kropp och medellånga, rundade stjärt är den lik sångsparven, men är mindre och med mindre näbb. Karakteristiskt är rostfärgad hjässa, vingar (särskilt täckare) och stjärt, ostreckat grått bröst, rostbeige flanker, vitaktig strupe och grå nacke. Fåglar utmed Atlantkusten (nigrescens, se nedan) har svartaktig nacke, gråare fjäderdräkt och större näbb än inlandspopulationen.

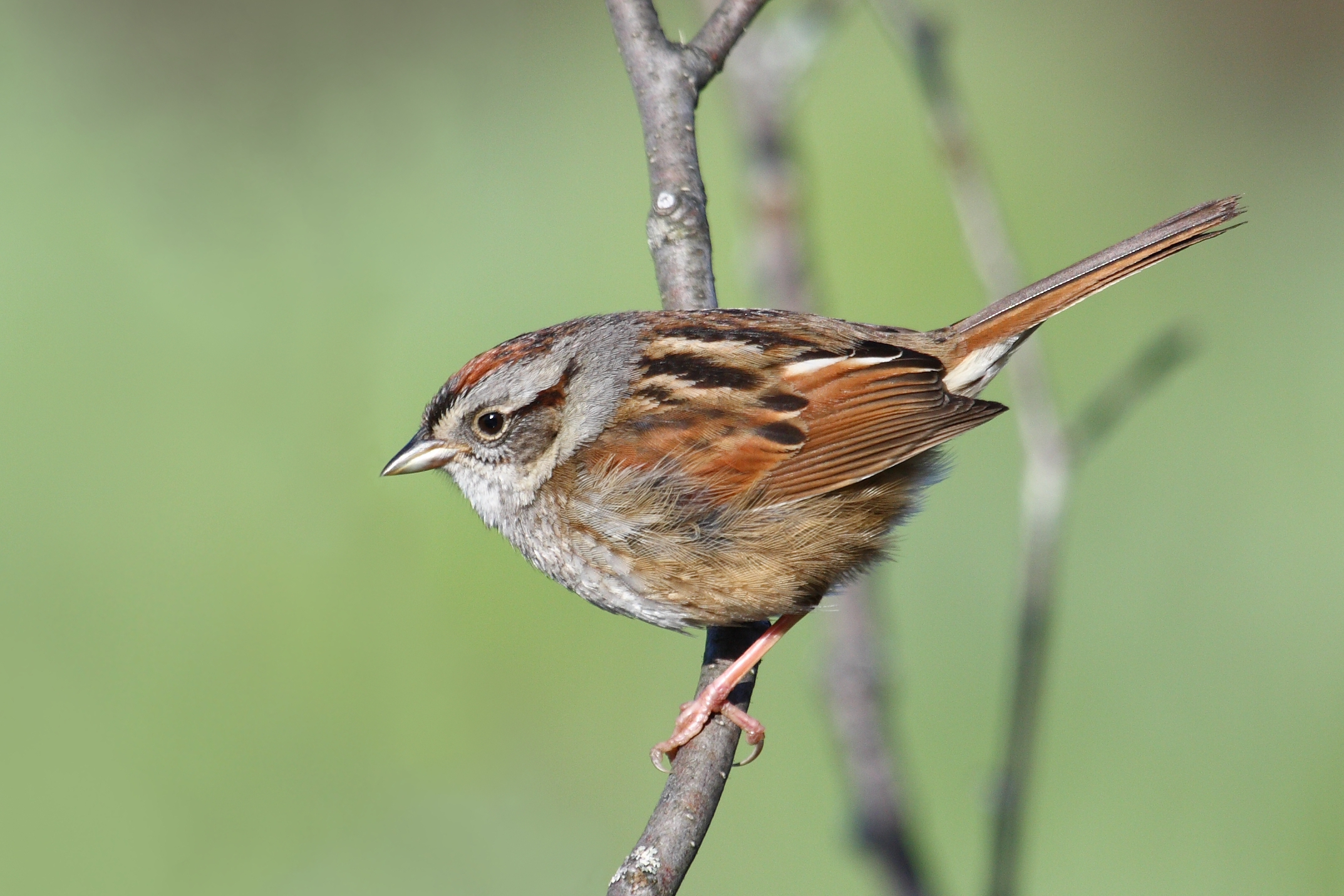

### Läten
Bland lätena hörs är ett metalliskt "chink", i flykten ett ljust och elektriskt "zeeet". Sången är en långsam, klar och fyllig drill, i engelsk litteratur återgiven som "weet-weet-weet-weet-weet-weet" eller "chinga chinga chinga...".

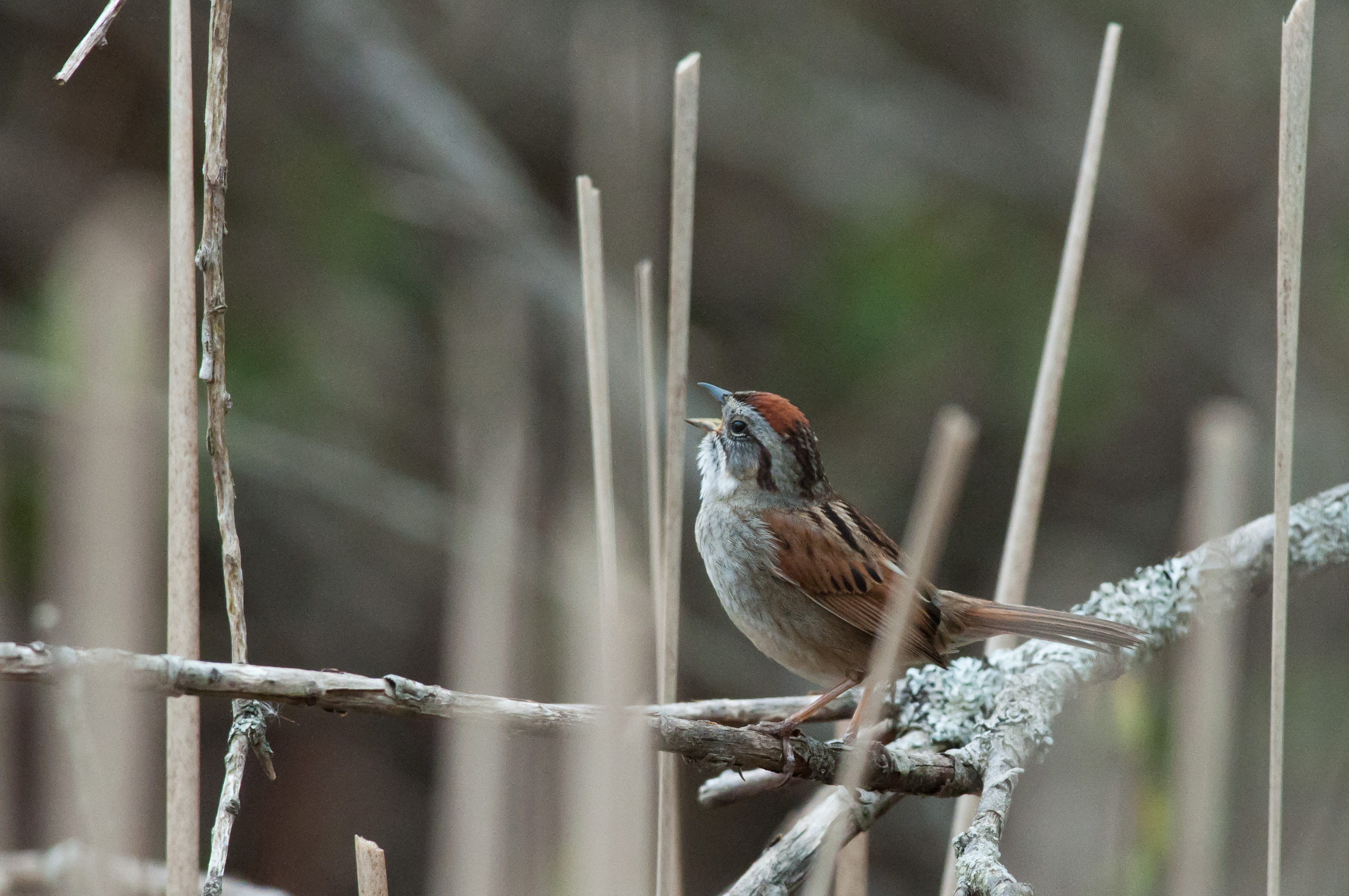

## Utbredning och systematik
Träsksparv delas in i tre underarter med följande utbredning:
- Melospiza georgiana ericrypta – häckar i östra och centrala Kanada. Flyttar till intertid förekommer den så långt söderut som södra USA och nordöstra Mexiko.
- Melospiza georgiana georgiana – häckar från North Dakota till Nova Scotia och nordöstra USA. Flyttar till södra Texas och Florida.
- Melospiza georgiana nigrescens – förekommer vid Atlantkusten från New Jersey till Maryland

December 2010 uppträdde en ungfågel på ryska Tjuktjerhalvön. Än så länge har den olikt flertalet andra amerikanska sparvar ej påträffats i Europa.

### Familjetillhörighet
Tidigare fördes de amerikanska sparvarna till familjen fältsparvar (Emberizidae) som omfattar liknande arter i Eurasien och Afrika. Flera genetiska studier visar dock att de utgör en distinkt grupp som sannolikt står närmare skogssångare (Parulidae), trupialer (Icteridae) och flera artfattiga familjer endemiska för Karibien.

## Levnadssätt
Som namnet avslöjar är träsksparven bunden till våtmarker av olika typer. I norr hittas den i kärr och myrar med öppen vattenspegel, men även på torvmossar. Längre söderut häckar den i träsk med kaveldun, säv och annan hög växtlighet, gärna omgärdade av pil och al. Fåglar utmed Atlantkusten häckar istället i bräckvattensträsk i områden med marskgräs (Spartina patens), ivor och korsört.

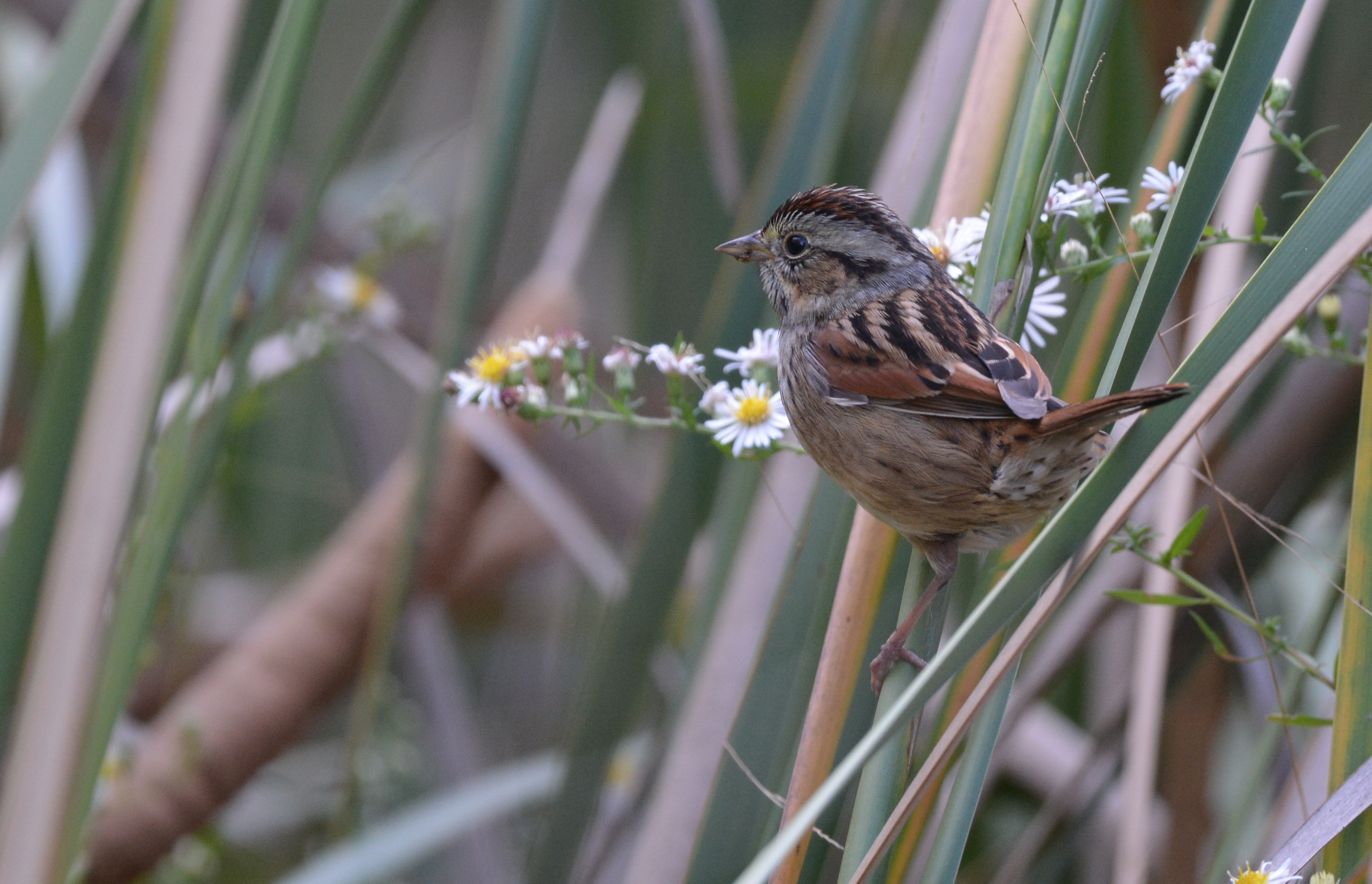

Liksom andra sparvar livnär sig träsksparven av både frön, frukt och ryggradslösa djur. Vintertid består födan till 85 % av vegetabiliskt material, medan animaliskt material utgör samma andel sommartid. Kända bytesdjur är myror, bin, getingar, skalbaggar, spindlar, fjärilslarver, syrsor och gräshopper, men även vattenlevande insekter som trollsländelarver. Den äter även blåbär och frön från olika sorters säv, gräs, skräppor, trampörter och verbenor.
Träsksparven håller sig ofta nära marken eller vattnet, där den med hjälp av sina relativt långa ben kan vada på jakt efter föda och ibland till och med doppa huvudet under vattenytan. Om den störs springer den hellre muslikt undan genom växtligheten än att ta till vingarna, och när den väl gör det flyger den inte särskilt långt.

### Häckning
Träsksparven häckar från slutet av april till början av juli, men mestadels från mitten av maj. I södra delen av utbredningsområdet lägger den ofta två kullar. Boet placeras vanligen högst en meter ovan mark, ibland direkt på marken. Fågeln lägger ett till sex blågröna fläckade ägg som ruvas i tolv till 14 dagar. Efter kläckningen är ungarna flygga efter ytterligare sju till 14 dagar.

## Status och hot
Arten har ett stort utbredningsområde och en stor population, och tros öka i antal. Utifrån dessa kriterier kategoriserar internationella naturvårdsunionen IUCN arten som livskraftig (LC). Världspopulationen uppskattas till 23 miljoner häckande individer.

## Namn
John Latham som beskrev arten gav den namnet georgiana eftersom typexemplaret kom från delstaten Georgia.